# Bruno Meissner
Bruno Meissner, o Meißner (Grudziądz, 25 aprile 1868 – Zeuthen, 13 marzo 1947), è stato un assiriologo e archeologo tedesco.
Nel 1904 insegnò all'Università di Breslavia e dal 1921 fu professore di assirologia all'Università di Berlino. Fra il 1920 e il 1925 pubblicò in due volumi le principali opere sulla scrittura cuneiforme assiro-babilonese, alle quali seguì un testo sul palazzo di Ninive realizzato con Dietrich Opitz.

## Reallexikon der Assyriologie
Nel 1922 fondò il Reallexikon der Assyriologie, un'enciclopedia multilingue del Vicino Oriente Antico pubblicata in inglese, francese e tedesco. Una nuova edizione fu realizzata nel 1966 da Ruth Opificius con l'editore Wolfram von Soden. Dal 1972 al 2004, il curatore dell'opera fu il gramatico e sumerologo tedesco Dietz-Otto Edzard (1930-2004), alla cui morte succedette  Michael P. Streck. 
Il titolo definitivo dell'opera è Reallexikon der Assyriologie und Vorderasiatischen Archäologie (RlA) e consta di 15 volumi, l'ultimo dei quali pubblicato nel 2017, e ha visto la collaborazione di 585 studiosi di tutto il mondo.
Il suo completamento fu l'Akkadisches Handwörterbuch di Wolfram von Soden, serie di 3 volumi nei quali confluì gran parte degli articoli costituenti il lascito di Meissner.

## Opere
- Aus dem altbabylonischen Recht. Hinrichs, Leipzig 1903 (Der Alte Orient, 7. Jahrgang, Heft 1)
- Kurzgefaßte assyrische Grammatik. Hinrichs, Leipzig 1907 (Hilfsbücher zur Kunde des Alten Orients, Bd. 3)
- Assyrische Jagden. Auf Grund alter Berichte und Darstellungen geschildert. Hinrichs, Leipzig 1911 (Der Alte Orient, 13. Jahrgang, Heft 2)
- Die Keilschrift. Göschen, Berlin-Leipzig 1913 (Sammlung Göschen 708)
- Grundzüge der altbabylonischen Plastik. Hinrichs, Leipzig 1914 (Der Alte Orient, 15. Jahrgang, Heft 1/2)
- Grundzüge der babylonisch-assyrischen Plastik. Hinrichs, Leipzig 1914 (Der Alte Orient, 15. Jahrgang, Heft 3/4)
- Assyriologische Forschungen 1. Brill, Leiden 1916 (Altorientalische Texte und Untersuchungen, Bd. 1, 1)
- Das Märchen vom weisen Achiqar. Hinrichs, Leipzig 1917 (Der Alte Orient, 16. Jahrgang, Heft 2)
- Die Kultur Babyloniens und Assyriens. Quelle & Meyer, Leipzig 1925 (Wissenschaft und Bildung, Bd. 207)
- Die babylonisch-assyrische Literatur. Akademische Verlagsgesellschaft Athenaion, Potsdam 1928 (Handbuch der Literaturwissenschaft, [3]/Handbücher der Kunst- und Literaturgeschichte des Orients)
- Beiträge zur altorientalischen Archäologie. Harrassowitz, Leipzig 1934 (Mitteilungen der Altorientalischen Gesellschaft, Bd. 8, H. 1/2)
- Studien zum Bît Hilâni im Nordpalast Assurbanaplis zu Ninive. (Mit Dietrich Opitz), de Gruyter, Berlin 1940 (Abhandlungen der Preußischen Akademie der Wissenschaften. Philologisch-historische Klasse 1939, 18)
- Studien zur assyrischen Lexikographie. (4 Bände), Zeller, Osnabrück 1925–1940
- Babylonien und Assyrien. Winter, Heidelberg 1920 und 1925
- Beiträge zum assyrischen Wörterbuch. (2 Bände), The University of Chicago Press, Chicago 1931 und 1932